# Wörrstadt
Wörrstadt – miasto w Niemczech, w kraju związkowym Nadrenia-Palatynat, w powiecie Alzey-Worms, siedziba gminy związkowej Wörrstadt.